# Lepidoscia sparsa
Lepidoscia sparsa is een vlinder uit de familie van de zakjesdragers (Psychidae). De wetenschappelijke naam van deze soort is voor het eerst voorgesteld als Narycia sparsa door Edward Meyrick in een publicatie uit 1921.
De soort komt voor in Australië (Queensland).